# Solliès-Ville
Solliès-Ville é uma comuna francesa na região administrativa da Provença-Alpes-Costa Azul, no departamento de Var. Estende-se por uma área de 14,1 km². Em 2010 a comuna tinha 2 533 habitantes (densidade: 179,6 hab./km²).